# Римокатоличка црква у Бођанима
Римокатоличка црква у Бођанима, насељеном месту на територији општине Бач, подигнута је 1855. године.
Црква је посвећена Светом Илији.